# Deposizione (Pontormo)

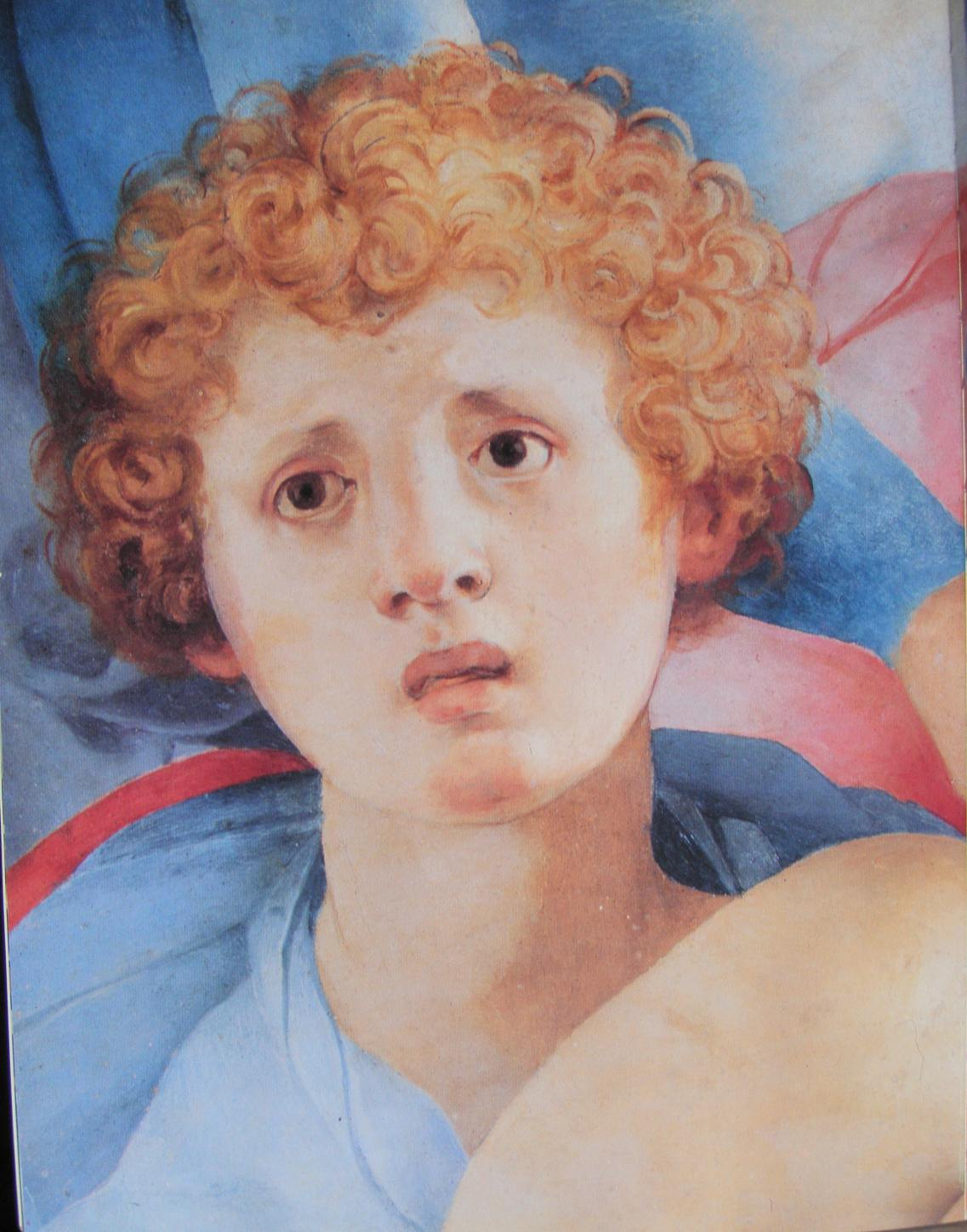
Dettaglio

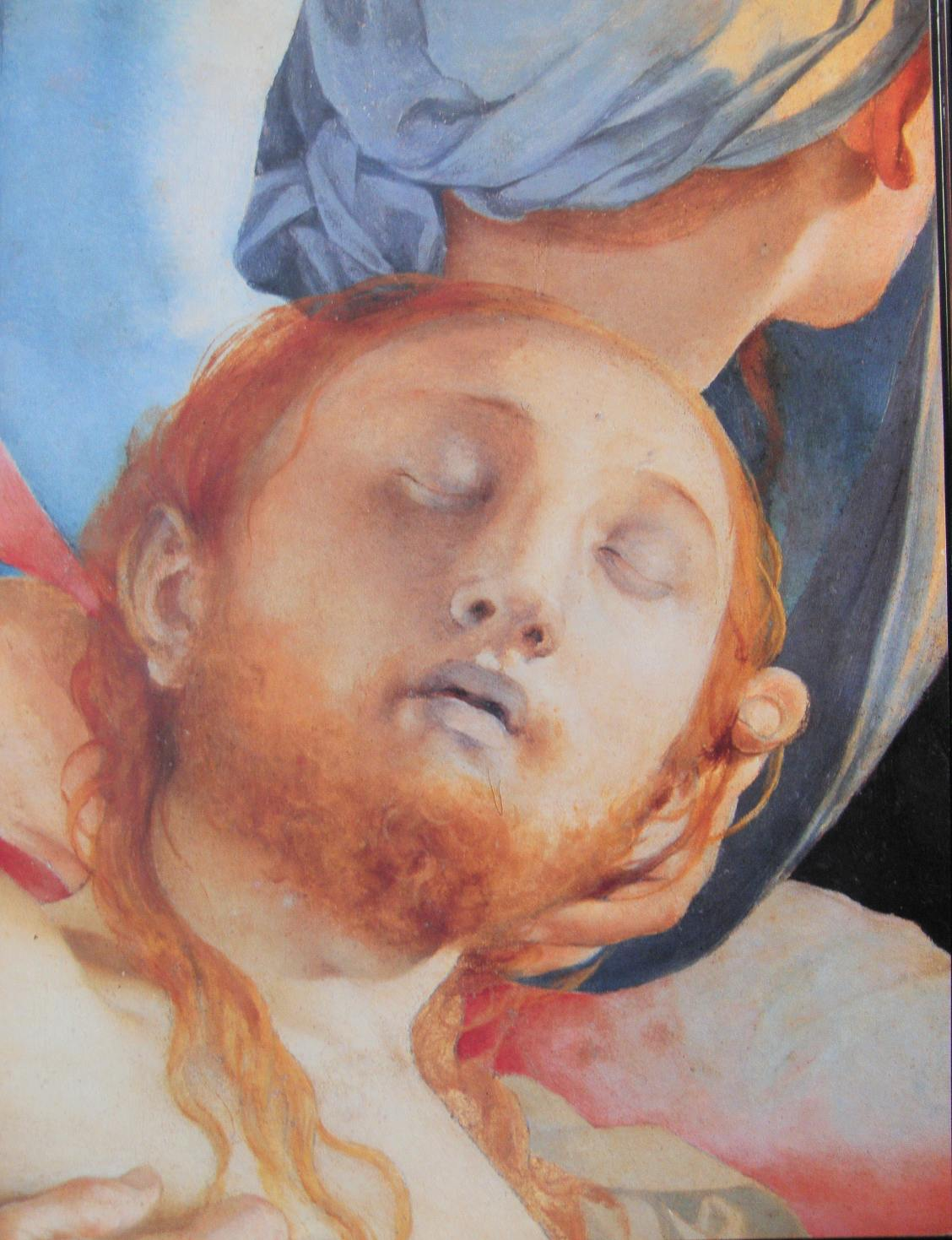
Dettaglio

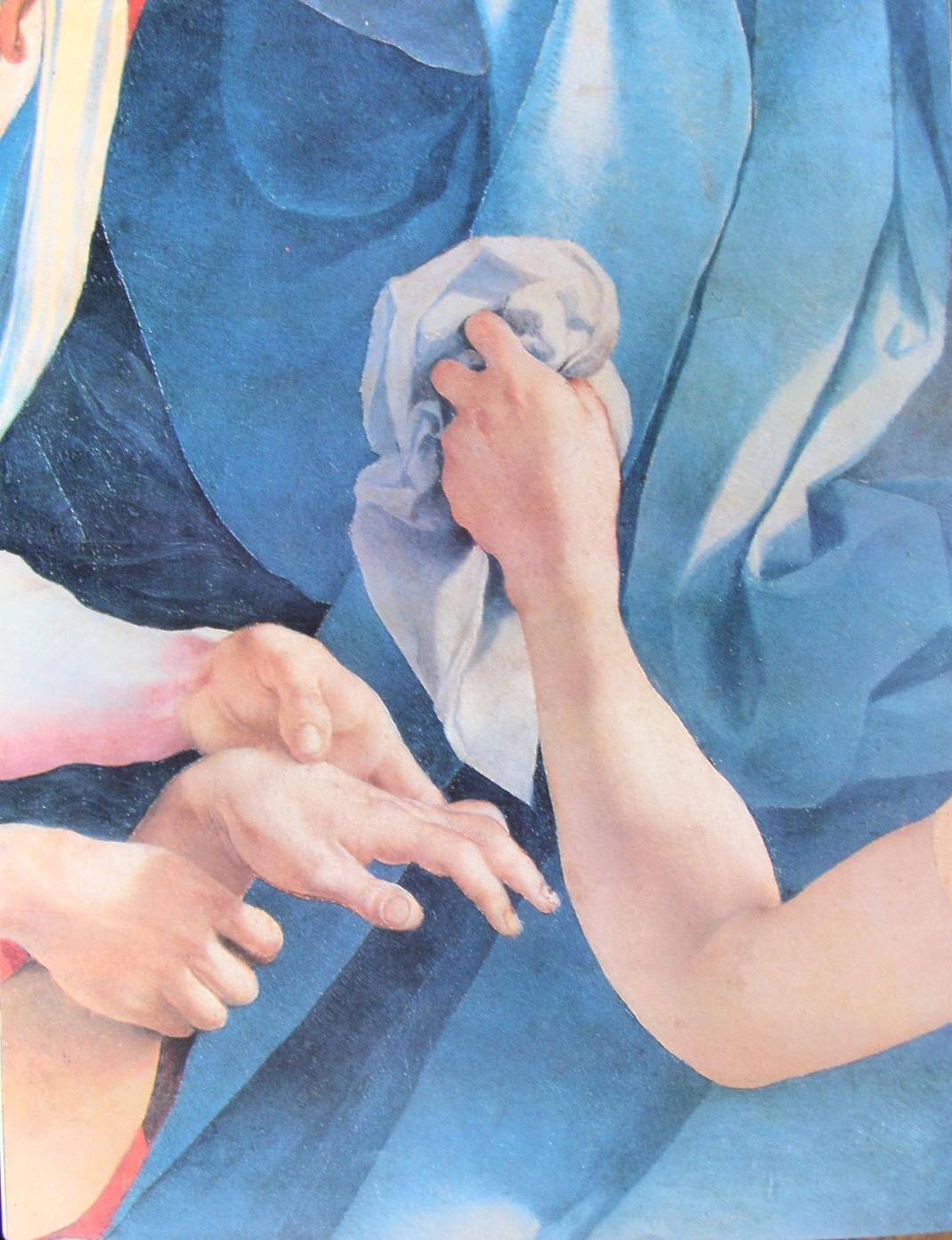
Dettaglio

Il Trasporto di Cristo (talvolta detto "Deposizione" erroneamente) è un dipinto a tempera ad uovo su tavola (313x192 cm) di Pontormo, databile al 1526-1528 circa e conservato nella Cappella Capponi nella chiesa di Santa Felicita a Firenze. Centro motore dell'intera cappella, viene considerato uno dei capolavori massimi dell'arte, non solo fiorentina. Il restauro eseguito da Daniele Rossi che in precedenza aveva restaurato i quattro tondi con gli Evangelisti sui pennacchi della stessa cappella si è appena concluso. Attraverso una serie di indagini diagnostiche e di analisi chimiche sono stati individuati i colori usati dal Pontormo su questo dipinto. Prevale la biacca che si mescola all'azzurrite sul manto della Madonna e con il lapislazzulo del cielo, mentre gli incarnati sono dipinti con stesure di ocre, biacca e cinabro, usa altresì molta lacca di Robbia pura o per velature trasparenti. Il legante usato per dipingere è la tempera all'uovo, albume e tuorlo, individuata su molti pigmenti attraverso analisi scientifiche selettive e non l'olio di lino come sulla Visitazione di Carmignano. 

## Storia
Nel 1525 Ludovico Capponi affidò a Pontormo la decorazione della cappella appena acquistata in Santa Felicita, situata in Oltrarno a poca distanza dal suo palazzo e destinata ad essere convertita in cappella funebre per sé e la sua famiglia. Nella cupoletta di architettura brunelleschiana affrescò un Dio Padre perduto, del quale ci dà nota Vasari, sull'altare la notissima Deposizione e sulla parete ovest l'Annunciazione. Per i pennacchi dipinse inoltre, coadiuvato dal Bronzino, i quattro tondi degli Evangelisti. I lavori, tenuti in gran segreto dall'artista che si fece coprire appositamente da una protezione lignea, vennero completati nel 1528. Come riporta Vasari, l'opera venne quindi scoperta "con meraviglia di tutta Firenze".
Il Richa citò un restauro eseguito ai suoi tempi da un artista poco capace.
Opera studiatissima da tutto il Novecento, ha subito le più svariate letture, assommando i più svariati contributi storici e critici. Non godette però di fortuna immediata: Vasari non apprezzò particolarmente la maniera di condurre "senz'ombre e con un colorito chiaro e tanto unito, che appena si conosce il lume dal mezzo" (le mezzetinte) "e il mezzo dagli scuri". Nel Novecento il mito di Pontormo come artista "maledetto", misantropo e tormentato godette di un successo legato a una lettura per molti versi anacronistica della sua figura.
Ne esistono vari disegni preparatori: i principali al Gabinetto dei Disegni e delle Stampe degli Uffizi, alla Corsiniana a Roma.

## Descrizione
Situata entro la cornice lignea originale, di Baccio d'Agnolo, viene solitamente chiamata con il riferimento tradizionale alla deposizione dalla croce del corpo morto di Cristo, anche se a ben guardare non vi è rappresentata alcuna croce; sarebbe quindi più opportuno parlare di "trasporto di Cristo" verso il sepolcro e di compianto sul Cristo morto, come si evince dalla presenza dei numerosi personaggi dolenti che si affollano attorno alla protagonista del gruppo, Maria vestita d'azzurro. Sicuramente l'episodio del compianto doveva avere un importante ruolo, essendo la cappella dedicata alla Pietà: si tratterebbe comunque di una pietà "dissociata", dove cioè madre e figlio non sono uniti ma separati. L'unione in opere d'arte di vari temi relativi ai momenti dopo la crocifissione era comunque già diffusa, si pensi ad esempio alla Deposizione Borghese di Raffaello (1507), pure in quel caso un "trasporto" unito al "compianto". Un'altra interpretazione, descritta da Antonio Natali, è che la scena illustri l'eucaristia, col corpo di Cristo, "pane degli angeli" secondo sant'Agostino, calato idealmente sulla mensa d'altare sottostante: in questo senso si spiegherebbe anche l'insolito doppio rispetto al soggetto analogo della vetrata di Guillaume de Marcillat.
La composizione è molto serrata, con undici personaggi uniti in un "nodo inestricabile di figure", come scrisse Adolfo Venturi, formanti una sorta di piramide rovesciata. I gesti sono spesso enfatici, i volti dolenti, in modo da accentuare la tensione espressiva.
In primo piano a sinistra due personaggi trasportano il Cristo morto procedendo in diagonale verso destra e verso il centro del dipinto. Il corpo divino si viene quindi a trovare sopra l'altare e richiama la sua offerta come panis angelicus. Quello che tiene le gambe di Gesù è accovacciato, mentre quello che regge le spalle sta in piedi; entrambi rivolgono lo sguardo verso l'esterno, dove si trovano i possibili spettatori, ed entrambi non percepiscono per niente il peso della salma, come dimostra il loro procedere in punta di piedi. Essi sono stati interpretati come angeli, che sono in attesa di spiccare il volo fuori dal dipinto per portare il Cristo nelle braccia di Dio Padre già raffigurato nella cupoletta della cappella.
Un'altra figura, questa volta femminile, si leva in alto a sinistra e, senza chiarimento di dove essa poggi, si sporge in avanti a tenere con dolcezza la testa di Cristo. Un'altra donna, di cui si intravede la testa voltata, le spalle, le mani e un avambraccio, regge invece la mano sinistra di Gesù. Essa sta rivolta indietro rivolgendosi a Maria, che occupa gran parte della parte centrale e destra col suo vaporosissimo manto, circondata da quattro donne. Essa ha il volto tormentato e leva un braccio verso il figlio, arretrando, lungo la diagonale, come prima di uno svenimento, quasi a lasciare spazio alla figura del figlio che procede. Essa, a ben guardare, è seduta in posizione rialzata, come si scorge dalle gambe piegate che si intravedono al centro. Verso di lei accorre una donna in primo piano vestita di rosa (la Maddalena?), con un fazzoletto di lino per asciugare le lacrime e ritratta a figura intera, di spalle. A destra della Vergine si trova invece una testa di vecchia, che le rivolge uno sguardo preoccupato. Dietro si trovano altre due presenze eteree, che sembrano galleggiare nel vuoto: una pia donna che porta un braccio al petto, e una col capo scoperto, che si protende in avanti come spiccando il volo, allungando le braccia indietro; essa è vestita da una sottilissima guaina verde e magnificata da un drappo arancione che la avvolge da dietro, gonfiato da una misteriosa brezza.

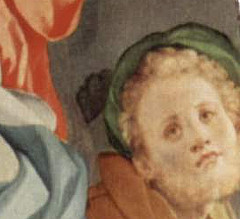
Particolare. Nicodemo, probabilmente un autoritratto di Pontormo.

L'ultima figura è Nicodemo che, isolato all'estrema destra, si volta verso lo spettatore: forse si tratta, come già individuato da Luciano Berti, dell'autoritratto dell'artista, che si rappresenta con una barbetta folta e riccia, tendente al bianco, un cappello verde annodato in testa e sta curvo sotto un ampio mantello color terra di Siena naturale. Egli però non è un giovane trentatreenne come era Jacopo al momento di dipingere questa pala, trentatreenne come Cristo quando fu crocefisso. Ed ecco allora che si potrebbe individuare un altro autoritratto nella figura di Gesù al centro della scena, come conferma la somiglianza di questo volto con quello del S. Jacopo della pala Pucci in S. Michele Visdomini a Firenze, capolavoro giovanile dell'artista. Pontormo come Nicodemo, allora; Pontormo come Cristo; ma anche Pontormo come S. Giovanni. Se infatti guardiamo il volto del giovane evangelista che sostiene le braccia del Redentore, che altri identificano come un angelo, vediamo che anche questo adolescente ha i lineamenti simili a quelli degli altri due personaggi: anzi il suo viso e quello dei Cristo sono assolutamente coincidenti, come risulta dall'immagine formata proprio dalla sovrapposizione dei due volti. 
Varie emozioni attraversano gli sguardi dei protagonisti, dalla compassione, allo stupore, allo sconcerto, ma più che di un reale dolore terreno, una resa cioè drammatica e credibile di esso, è messo in scena un attonimento, ovvero mutismo e un'immobilità dovuti alla presa di coscienza dell'ineludibile volontà divina. E ciò si sposa particolarmente bene per il tema di una cappella funebre, veicolando la promessa di resurrezione del genere umano.
La macchina scenografica è sospesa tra l'idea del movimento e il blocco di un istante dove tutto è sospeso, in una sorta di assenza di gravità. Originalissimi sono i panneggi, ora strettissimi a formare una seconda pelle, ora rigogliosamente abbondanti. Lo spazio, a un occhio attento, è assottigliato nella profondità, con uno sfondo celeste che appare una quinta teatrale forse molto più vicina di quello che voglia far sembrare.
Il colore si basa soprattutto sui toni pastello ben coordinati di verdi, rosa e azzurrini ed è caratterizzato da ricercati cangiantismi, con le ombre ridotte al minimo, intrise dalla luce abbagliante. La stesura è compatta e smaltata. Una tale visionarietà è stata spiegata come una possibile rappresentazione del deliquio attraverso gli occhi della Vergine. Nel complesso comunque l'opera appare caratterizzata da un sottile intellettualismo, enigmatico e raffinato.

### Modelli
In tanta originalità, difficile appare trovare dei modelli precisi per la Deposizione. Sicuramente, come aveva fatto per le opere precedenti, Pontormo guardò al patetismo e alla concertazione drammatica delle incisioni di Dürer e alle forme e i colori di Michelangelo, sia romano (volta della cappella Sistina, Pietà vaticana) che fiorentino (Tondo Doni, Sagrestia Nuova). Inoltre dovette cogliere qualcosa da Botticelli e la sua rotondità senza peso delle figure, l'andamento da passo di danza e la teatralità delle evocazioni. Inoltre il disegno nitido e fondante non si può non ricollegare alla tradizione fiorentina.
In definitiva l'opera appare più come un capolavoro eccentrico a sé stante che come una manifestazione del manierismo: gli studi più recenti su tale movimento tendono oggi infatti a circoscriverlo a un momento più tardo di una generazione nella storia dell'arte, fatto di espressioni raffinate sì, ma più codificate, diverse dalle libere esperienze pittoriche degli "outsider" fiorentini del primo Cinquecento.